# Emanuel Buchmann
Pour les articles homonymes, voir Buchmann.
Emanuel Buchmann, né le 18 novembre 1992 à Ravensbourg, est un coureur cycliste allemand, membre de l'équipe Cofidis. Il est notamment champion d'Allemagne sur route en 2015 et en 2023 ainsi que quatrième du Tour de France 2019.

## Biographie

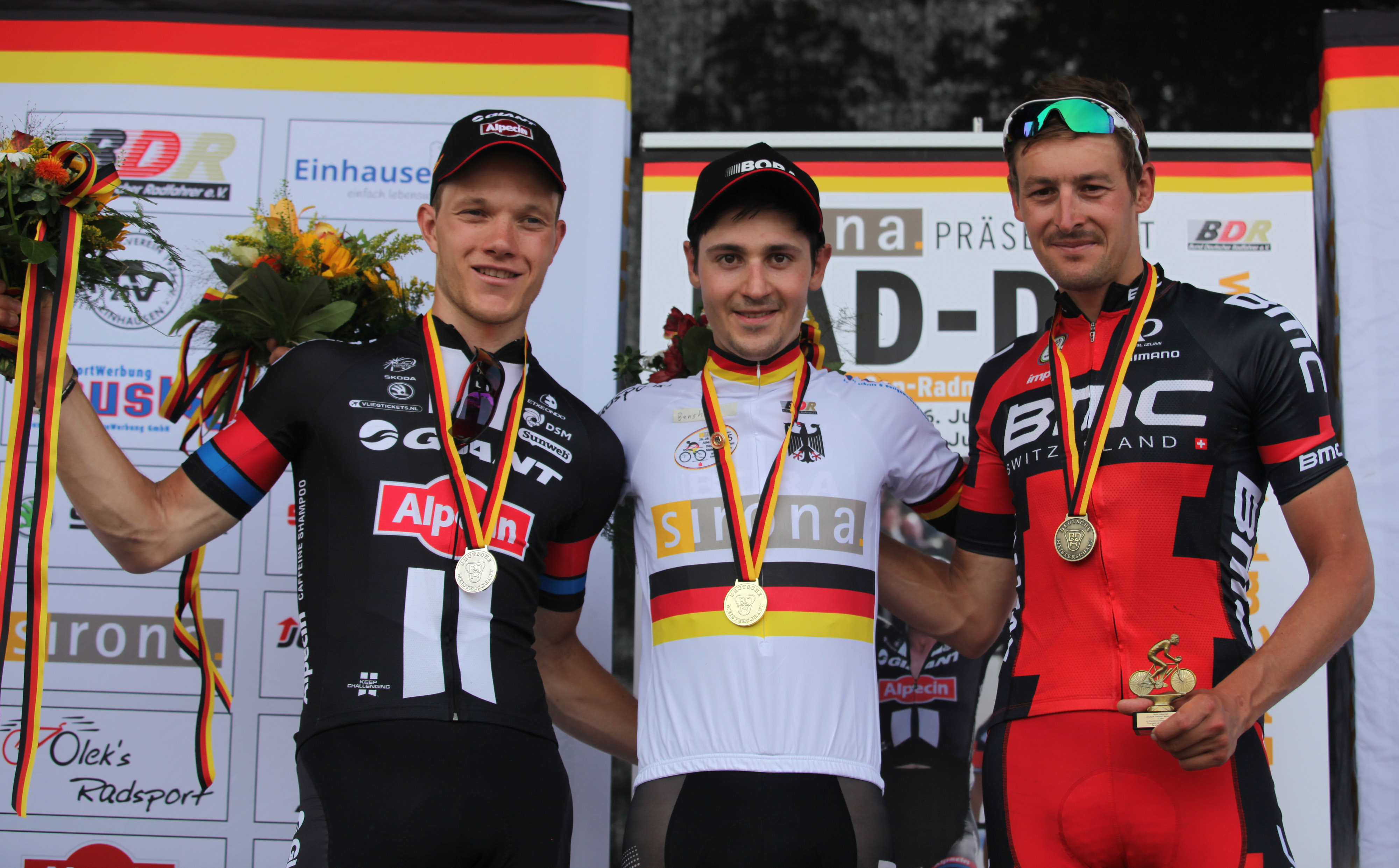
Podium du championnat d'Allemagne sur route 2015 : Nikias Arndt (2e), Emanuel Buchmann (1er) et Marcus Burghardt (3e).

Emanuel Buchmann naît le 18 novembre 1992 à Ravensbourg, dans le Bade-Wurtemberg, en Allemagne.
Membre du Perspektiv Baden-Württemberg en 2011, il court l'année suivante pour Specialized Concept Store. Il est recruté en 2013 par l'équipe continentale Rad-net Rose. En 2014, il remporte la 3e étape de l'Okolo Jižních Čech et termine 3e du classement général. 

### 2015-2017: premières années professionnelles
En 2015, il est recruté par l'équipe continentale professionnelle Bora-Argon 18. Il remporte le contre-la-montre par équipes de la 1re étape du Tour du Trentin, et devient fin juin champion d'Allemagne sur route, succédant à André Greipel. Buchmann est sélectionné par son équipe afin de participer au Tour de France. Lors de la 11e étape, comprenant les cols d'Aspin et du Tourmalet, il fait partie de la bonne échappée, terminant cette étape à la troisième place, derrière Rafał Majka et Dan Martin.
Après une saison 2016 plus discrète, où il se classe 21e du Tour de France, il termine en 2017 dixième du Tour de Romandie, perdant sa place sur le podium lors du contre-la-montre final. En juin, il est septième et meilleur jeune du Critérium du Dauphiné. Lors de la dernière étape, il se classe notamment devant des favoris du classement général comme Chris Froome, Alejandro Valverde et Alberto Contador au Plateau de Solaison. Après l'étape, il déclare être ravi d'avoir « pu rester avec les meilleurs » de la course. La semaine suivante, aux championnats nationaux, il termine deuxième derrière son coéquipier Marcus Burghardt. Lors du Tour de France, il doit travailler pour le leader de l'équipe Rafał Majka, mais celui-ci abandonne assez tôt dans l'épreuve et Buchmann se classe finalement à la 15e place du classement général.

### Depuis 2018: un grimpeur confirmé
Il commence la saison avec une 10e place au classement général du Tour d'Abou Dabi. Il a ensuite obtenu son meilleur résultat sur une course par étapes du World Tour avec une quatrième place sur le Tour du Pays basque. Il est ensuite neuvième du Tour de Romandie, puis sixième du Critérium du Dauphiné, confirmant sa  performance de l'année précédente. Il ne participe pas au Tour de France, mais au Tour d'Espagne. Il se montre performant dans les premières étapes. Lors de la quatrième étape, il attaque le groupe de favoris lors de l'ascension finale d'Alfacar et reprend du temps, ce qui l'amène à la deuxième place du classement général, à sept secondes du leader. Par la suite, il perd du temps au cours des étapes de montagne et se classe finalement 12e du général, son meilleur résultat en grand tour jusque-là.
En 2019, il remporte en solitaire le Trofeo Andratx Lloseta, sa première course internationale d'un jour, après avoir attaqué à 20 kilomètres de l'arrivée. Le lendemain, il est deuxième du Trofeo de Tramuntana Soller-Deia. Il est ensuite quatrième de l'UAE Tour. Lors du Tour du Pays basque, il remporte en solitaire la 5e étape après avoir attaqué dans l'avant-dernière montée du jour et prend la tête du classement général à son coéquipier Maximilian Schachmann. Il s'agit de sa première victoire sur le circuit World Tour. Il perd le maillot de leader lors de la dernière étape de la course. Dans les derniers mètres, il se trompe de route et perd beaucoup de temps. Le temps perdu lui est ensuite rétabli, ce qui signifie qu'il termine finalement la course en troisième position, son premier podium sur une course World Tour. Il continue ses tops 10 en terminant septième du Tour de Romandie. En prévision du Tour de France, il participe au Critérium du Dauphiné, où il termine troisième au classement général, après l'abandon du deuxième Adam Yates lors de la dernière étape. Lors du Tour de France, Buchmann se classe quatrième des arrivées en montagne au col du Tourmalet et à Foix. Très régulier, il termine la course à la quatrième place du classement général,,. C'est le meilleur résultat d'un coureur allemand sur le Tour de France depuis 2006, avec la deuxième place d'Andreas Klöden.
Sa saison 2020 commence par une victoire d'entrée sur le Trofeo Serra de Tramuntana. Après l'arrêt de la saison en raison de la pandémie de Covid-19, il reprend la compétition en août et se retrouve troisième du général sur le Critérium du Dauphiné. Lors de la quatrième étape, il chute et doit abandonner l'épreuve. Diminué par cette chute, il ne retrouve pas son meilleur niveau en montagne sur le Tour de France, qu'il termine finalement 38e.
Présent sur le Tour d'Italie 2021, Buchmann y a des ambitions de podium. Alors qu'il est sixième du classement général et que ce podium est accessible, il subit une chute au cours de la quinzième étape qui l'amène à abandonner. Il est atteint notamment d'une « légère commotion cérébrale ».

## Palmarès et classements mondiaux

### Palmarès amateur
- 2014
  -  Champion d'Allemagne de la montagne espoirs[21]
  - Grand Prix Cham-Hagendorn
  - 3e étape de l'Okolo Jižních Čech
  - 3e de l'Okolo Jižních Čech

### Palmarès professionnel
| - 2015 - Champion d'Allemagne sur route - 1re étape du Tour du Trentin (contre-la-montre par équipes) - 2017 - 2e du championnat d'Allemagne sur route - 7e du Critérium du Dauphiné - 10e du Tour de Romandie - 2018 - 4e du Tour du Pays basque - 6e du Critérium du Dauphiné - 7e du Tour de Pologne - 9e du Tour de Romandie - 10e du Tour d'Abou Dabi - 2019 - Trofeo Andratx Lloseta - 5e étape du Tour du Pays basque - 2e du Trofeo de Tramuntana Soller-Deia - 3e du Tour du Pays basque - 3e du Critérium du Dauphiné - 4e du Tour de France - 4e de l'UAE Tour - 7e du Tour de Romandie - 8e du Tour de Lombardie | - 2020 - Trofeo Serra de Tramuntana - 2022 - 7e du Tour d'Italie - 2023 - Champion d'Allemagne sur route - 9e du Tour des Émirats arabes unis - 2024 - 2e du Tour de Hongrie |  |

### Résultats sur les grands tours

#### Tour de France
8 participations
- 2015 : 83e
- 2016 : 21e
- 2017 : 15e
- 2019 : 4e
- 2020 : 38e
- 2021 : 33e
- 2023 : 21e
- 2025 : 30e

#### Tour d'Italie
2 participations
- 2021 : abandon (15e étape)
- 2022 : 7e

#### Tour d'Espagne
3 participations
- 2017 : 65e
- 2018 : 12e
- 2023 : 20e

### Classements mondiaux
| Année                                 | 2012 | 2013 | 2014 | 2015 | 2016 | 2017 | 2018  | 2019 | 2020 | 2021 | 2022 | 2023 | 2024 |
| ------------------------------------- | ---- | ---- | ---- | ---- | ---- | ---- | ----- | ---- | ---- | ---- | ---- | ---- | ---- |
| UCI World Tour                        |      |      |      |      | nc   | 95e  | 49e   |      |      |      |      |      |      |
| Classement mondial                    |      |      |      |      | 254e | 115e | 78e   | 16e  | 210e | 362e | 148e | 186e | 410e |
| UCI Europe Tour                       | 845e | nc   | 307e | 350e | 321e | 215e | 1637e | 15e  | 175e | 302e | 124e | nc   | nc   |
| UCI Asia Tour                         | nc   | nc   | nc   | nc   | 254e | nc   | nc    |      |      |      |      |      |      |
| UCI America Tour                      | nc   | nc   | nc   | nc   | 107e | nc   | nc    |      |      |      |      |      |      |
| UCI Africa Tour                       | nc   | nc   | 201e | nc   | nc   | nc   | nc    |      |      |      |      |      |      |
|                                       |      |      |      |      |      |      |       |      |      |      |      |      |      |
| Légende : nc = non classéSource : UCI |      |      |      |      |      |      |       |      |      |      |      |      |      |

## Distinctions
- Cycliste allemand de l'année : 2019